# Werner Pfirter
Werner Pfirter (Pratteln, 19 december 1947 - Lerida, ca. 24 september 1973) was een Zwitsers motorcoureur.
Werner Pfirter werkte als automonteur en autoverkoper in Pratteln en interesseerde zich vooral voor autoraces. De autosport was echter onbetaalbaar en bij toeval kon hij zijn bromfiets met een vriend ruilen tegen een Gilera motorfiets. Die vriend was door de politie aangehouden wegens het rijden zonder rijbewijs, dat Werner Pfirter wél had. Voor zijn plezier begon Pfirter aan motorraces deel te nemen, maar wegens het raceverbod in Zwitserland moest hij dat in het buitenland doen. 
In 1968 werd hij kampioen van Zwitserland in de 250 cc klasse. 
In 1971 baarde hij opzien door al in de openingsrace van het 350 cc wereldkampioenschap wegrace in Oostenrijk achter Giacomo Agostini tweede te worden met een Yamaha TR 2 B. In dat jaar werd hij ook nog derde in de Spaanse GP en hij eindigde als zesde in het wereldkampioenschap. Met een Yamaha TD 2 B werd hij in het 250 cc wereldkampioenschap twintigste. 
In 1972 werd hij geplaagd door pech en valpartijen. Zijn beste resultaten waren vijfde plaatsen in de 250 cc GP van Frankrijk, Spanje en de Lightweight 250 cc TT. De hele winter en een deel van het voorjaar van 1973 droeg hij een arm in het gips. 
In 1973 ging het beter. Werner Pfirter won internationale wedstrijden in Ziersdorf en in Piešťany. Hij reed enkele internationale wedstrijden zonder succes met een fabrieks-MZ, maar in het wereldkampioenschap kreeg hij beperkte steun van de Zwitserse Yamaha-importeur Hostettler. Nog steeds viel hij vaak uit, maar hij kwam ook vaak dicht bij het podium. Tijdens zijn laatste Grand Prix in Spanje reed hij in de 350 cc race zelfs aan de leiding tot zijn Yamaha vermogen begon te verliezen waardoor hij uitviel, maar in de 250 cc race werd hij nog vierde. Tekenend voor zijn sportiviteit was dat hij vond dat niet híj, maar Fosco Giansanti recht had op deze vierde plaats. Giansanti reed weliswaar vóór Pfirter over de streep, maar had waarschijnlijk een ronde achterstand.

## Overlijden
Tijdens de terugreis na de Spaanse Grand Prix in Madrid kregen Werner Pfirter en zijn vriend en monteur René Jaccard een ernstig verkeersongeluk net voorbij Lerida. Van hun bestelwagen bleef bijna niets over. Beiden kwamen hierbij om het leven. 

## Wereldkampioenschap wegrace resultaten
| Jaar | Klasse | Team  | Motorfiets    | 1     | 2     | 3      | 4      | 5     | 6      | 7     | 8     | 9     | 10    | 11    | 12    | 13    | Punten | Plaats | Overwinning |
| ---- | ------ | ----- | ------------- | ----- | ----- | ------ | ------ | ----- | ------ | ----- | ----- | ----- | ----- | ----- | ----- | ----- | ------ | ------ | ----------- |
| 1970 | 250 cc | Privé | Yamaha TD 2   | DEU - | FRA - | ADR -  | IOM 22 | NED - | BEL -  | DDR - | TSJ - | FIN - | ULS - | NAT - | SPA - |       | 0      | -      | 0           |
| 1970 | 350 cc | Privé | Yamaha TR 2   | DEU - |       | ADR -  | IOM 38 | NED - |        | DDR - | TSJ - | FIN - | ULS - | NAT - | SPA - |       | 0      | -      | 0           |
| 1971 | 250 cc | Privé | Yamaha TD 2 B | OOS - | DEU - | IOM 15 | NED -  | BEL - | DDR 10 | TSJ - | ZWE - | FIN - | ULS - | NAT - | SPA 4 |       | 9      | 20e    | 0           |
| 1971 | 350 cc | Privé | Yamaha TR 2 B | OOS 2 | DEU 6 | IOM 11 | NED -  |       | DDR 5  | TSJ - | ZWE - | FIN - | ULS - | NAT - | SPA 3 |       | 33     | 6e     | 0           |
| 1972 | 250 cc | Privé | Yamaha TD 3   | DEU 8 | FRA 5 | OOS 6  | NAT -  | IOM 5 | JOE -  | NED - | BEL - | DDR - | TSJ 9 | ZWE - | FIN - | SPA 5 | 28     | 10e    | 0           |
| 1972 | 350 cc | Privé | Yamaha TR 3   | DEU 9 | FRA - | OOS 8  | NAT 10 | IOM - | JOE -  | NED - |       | DDR - | TSJ 5 | ZWE - | FIN - | SPA 7 | 17     | 10e    | 0           |
| 1973 | 250 cc | Privé | Yamaha TZ 250 | FRA - | OOS - | DEU -  |        | IOM - | JOE 8  | NED - | BEL 8 | TSJ - | ZWE - | FIN 5 | SPA 4 |       | 20     | 13e    | 0           |
| 1973 | 350 cc | Privé | Yamaha TZ 350 | FRA 4 | OOS - | DEU -  | NAT 6  | IOM - | JOE 7  | NED - |       | TSJ - | ZWE - | FIN - | SPA - |       | 17     | 12e    | 0           |